# Бъдеще предварително време в миналото
Бъдеще предварително време в миналото е глаголно време, изразяващо действие за което в един минал момент говорещият е очаквал да бъде извършено и чийто резултат да е налице в друг момент – бъдещ спрямо миналия.
В българския език бъдеще предварително време в миналото се образува от формите за бъдеще време в миналото на спомагателния глагол съм или бъда, последвани от миналото свършено деятелно причастие на неспомагателния глагол. В единствено число причастието има форми за мъжки, женски и среден род.
Примери:
щях да съм ходил, щеше да си мислила, щеше да е дошло, щяхме да сме поправили;не щях да съм ходил, не щеше да си мислила, не щяхме да сме поправили;нямаше да съм ходил, нямаше да си мислила, нямаше да сме поправили.
Формите с бъда имат същия смисъл, но се използват много по-рядко:
(не) щях да бъда ходил, (не) щеше да бъде мислила, (не) щеше да бъде дошло; нямаше да бъда ходил, нямаше да бъде мислила, нямаше да бъде дошло.
Формите с нямаше да категорично се предпочитат пред формите с не щях, тъй като последните са двусмислени:
 изразът не щеше да е обеднял може да значинямаше да е обеднял (бъдеще предварително в миналото) или не искаше да е обеднял.
Пример за употребата на бъдеще предварително време в миналото:
 До вечерта щях да съм поправил велосипеда, ако не се беше спукал водопроводът. Това значи, че поправката на велосипеда е предстояла в миналото (напр. вчера по обед) и се е очаквало да бъде извършена преди определен по-късен момент (напр. вчера вечерта).
Горните правила се отнасят за глаголните форми в изявително наклонение. Бъдеще предварително време в миналото може да се преизказва, като се преизкаже спомагателният глагол (щях или няма): (не) щяла съм да съм дошла, (не) щял да е научил, (не) щели да бъдат приключили; нямало да съм дошла, нямало да е научил, нямало да бъдат приключили.

## Замяна на бъд.предв. време в миналото с бъдеще време в миналото
Тъй като глаголните форми на бъдеще предварително време в миналото са твърде сложни, вместо тях често се използва бъдеще време в миналото, когато това не води до двусмислие. Например по-често се казва До вчера вечерта щях да поправя велосипеда. вместо До вчера вечерта щях да съм поправил велосипеда.
Замяната е недопустима, когато води до промяна в смисъла: В 12:00 ч. вчера Иван щеше да е излязъл. В 12:00 ч. вчера Иван щеше да излезе. В първото изречение излизането предшества посочения час, а във второто изречение излизането се извършва точно в посочения час.

## Неосъщественост на действието
Бъдеще предварително време в миналото (подобно на бъдеще време в миналото)често означава неосъщественост на действието: Щяха да са построили къщата още миналата година, ако ненадейно не бяха изгубили много пари.
Оттенъкът на неосъщественост обаче не е изначално заложен в значението на времето. Примери се съчиняват особено лесно при повествувание в минало време:
 Офисът беше ограбен тайно през нощта на петък срещу събота. Престъпниците се канеха да използват двата почивни дена, за да се укрият. Разбира се, в понеделник сутринта кражбата щеше да се разкрие, но дотогава бандата щеше да е преминала границата. Тук се описват действия, чието осъществяване е предстояло; липсва намек за осуетяване на намеренията на героите.

## Често срещани грешки
Често срещана грешка е използването на минало несвършено деятелно причастие:щях да съм научел, нямаше да съм ходел, щеше да е мислел, щях да съм четял. Такива изрази са безсмислени и изобщо не съществуват в българския език. Единствено правилни са изразите с минало свършено деятелно причастие:щях да съм учил, нямаше да съм ходил, щеше да е мислил, щях да съм чел.